# 14 Batalion Zaopatrzenia

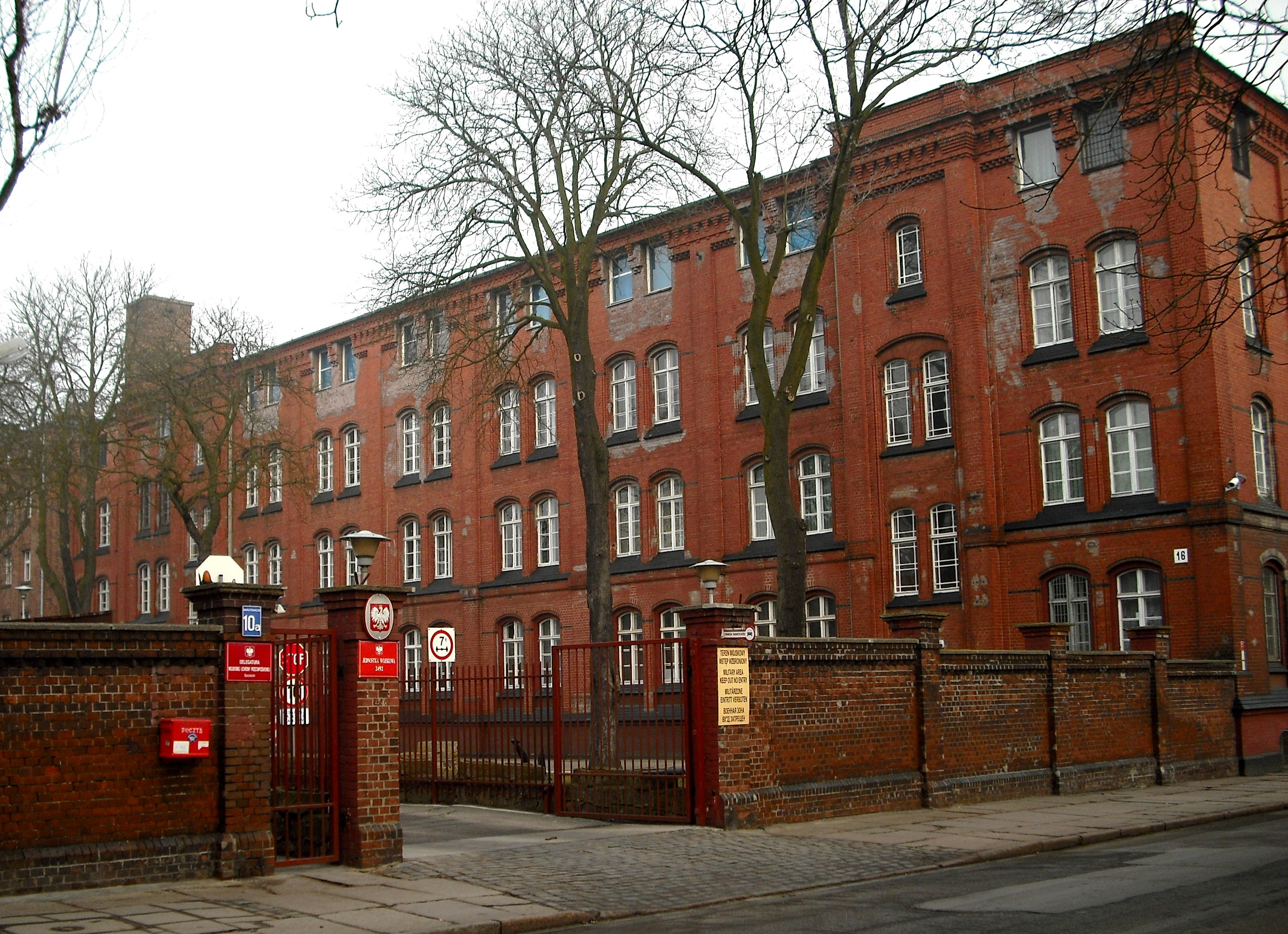
W tych koszarach stacjonował 14 bzaop

14 Batalion Zaopatrzenia (14 bzaop) – pododdział logistyczny Wojska Polskiego.
Batalion sformowany został w 1968 roku z rozformowywanych 46 Batalionu Transportowego i 12 Dywizyjnego Punktu Zaopatrzenia. Stacjonował w garnizonie Szczecin, w koszarach przy ulicy Narutowicza. W 1996 przemianowany został na 12 Batalion Zaopatrzenia.

## Dowódcy
- ppłk Krystian Dyduch

## Struktura organizacyjna
Dowództwo i sztab
- dwie kompanie zaopatrzenia w amuncję
- kompania zaopatrzenia w mps
- pluton zaopatrzenia
- pluton zaopatrzenia technicznego
- drużyna zaopatrzenia żywnościowego i mundurowego
- piekarnia polowa
- łaźnia i pralnia polowa
- drużyna filtrów wody